# Escabel
Se denomina escabel a un tipo de silla de madera utilizada en la Edad Media. 
El escabel tiene la forma de un banco bajo sin brazos ni respaldo. Se servían de él a veces como mesa y se le cubría con un tapete. Por ello, se suelen denominar también escabeles a los bancos pequeños. 
A día de hoy, escabel se toma como sinónimo de reposapiés, un mueble bajo en el que reposar los pies. Suele estar tapizado y su asiento es mullido

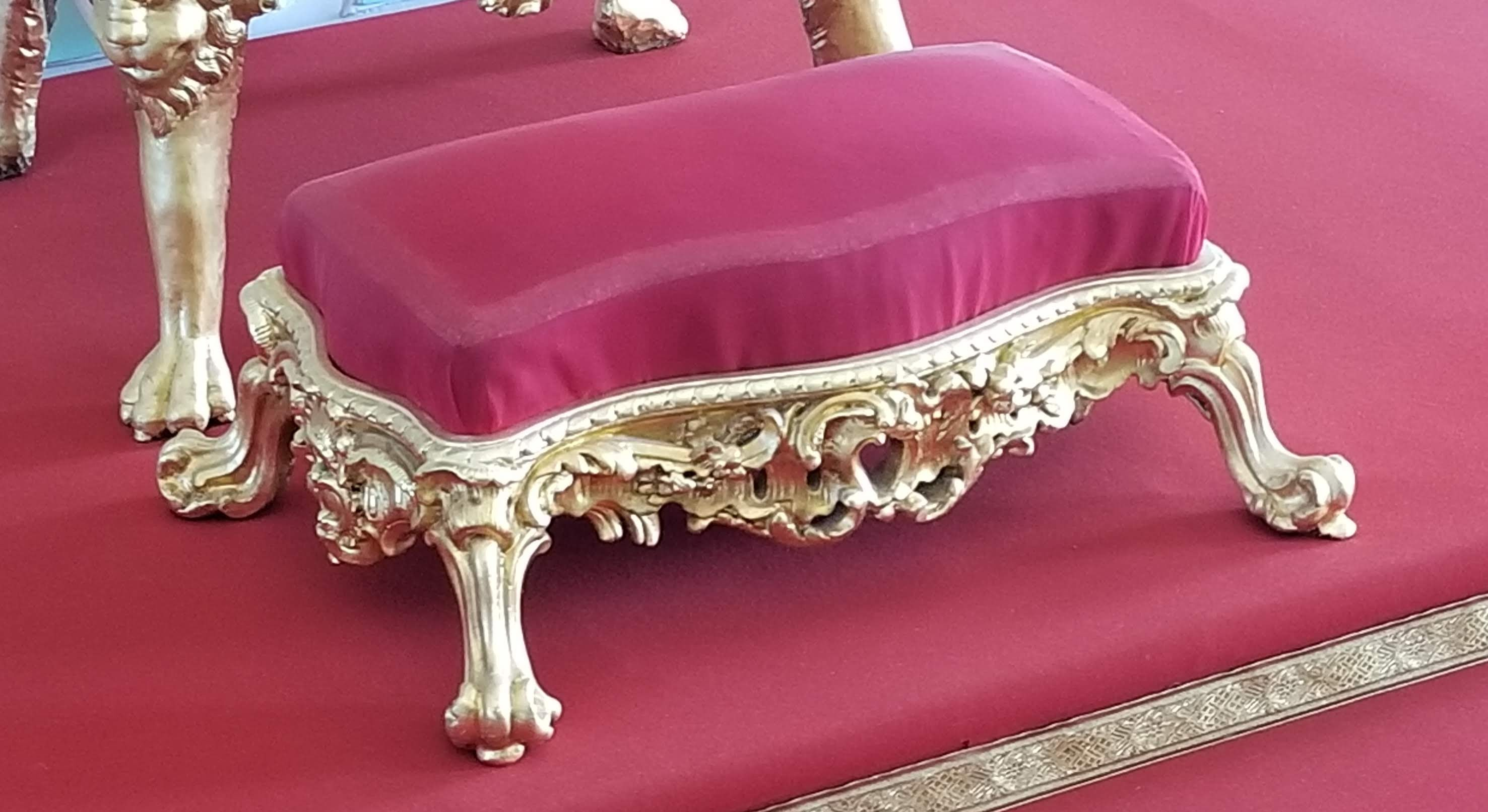
Escabel junto al trono en Tsarskoye Selo (San Petersburgo, Rusia)
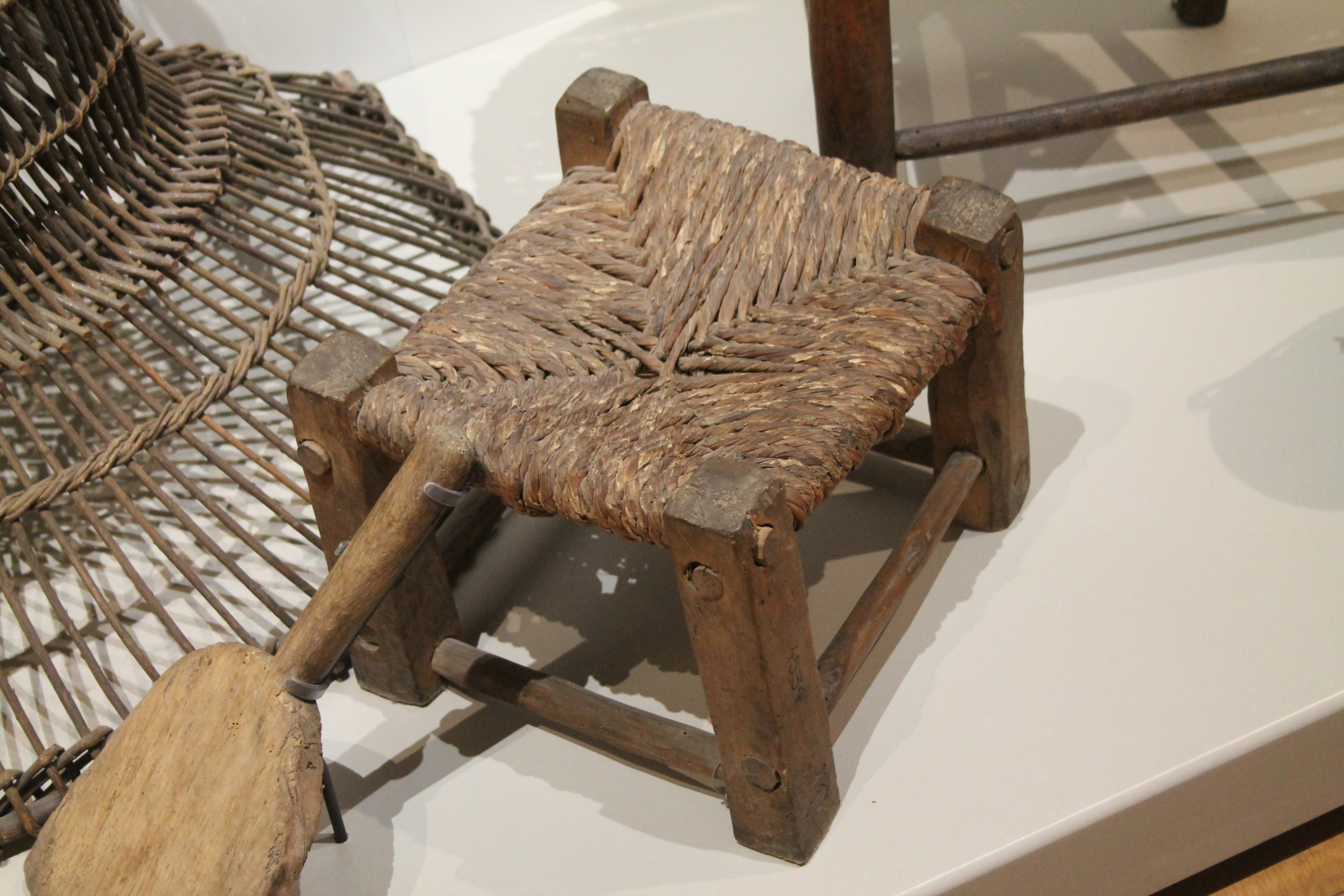
Escabel o taburete antiguo fabricado con madera y enea